# Coreglia Ligure
Coreglia Ligure là một đô thị ở tỉnh Genova thuộc vùng Liguria, nằm ở vị trí cách khoảng 25 km về phía đông của Genova. Tại thời điểm ngày 31 tháng 12 năm 2004, đô thị này có dân số 254 người và diện tích là 8,0 km².
Đô thị Coreglia Ligure có các frazioni (đơn vị cấp dưới, chủ yếu là thôn làng) Canevale and Dezerega.
Coreglia Ligure giáp các đô thị sau: Cicagna, Orero, Rapallo, San Colombano Certénoli, Zoagli.